# Simon Le Bon
Simon John Charles Le Bon (Bushey, 27 de outubro de 1958) é um cantor e compositor inglês de origem francesa. É o vocalista e líder da banda new wave britânica Duran Duran.

## Biografia

### Educação
Nascido em Bushey, Hertfordshire, Inglaterra, Le Bon fez parte do grupo coral local desde criança, mas também fez curso de ator. Estudou na Pinner County Grammar School, a mesma escola onde Elton John estudou alguns anos antes. Apareceu poucas vezes em comerciais de televisão e em diversas produções de teatro. Trabalhou num kibutz - uma comunidade coletiva israelita - no deserto Negev em Israel, no ano de 1978. Posteriormente, retornou à Inglaterra e estudou na escola de drama da Universidade de Birmingham, antes de conhecer a então novata banda Duran Duran.

### Duran Duran
Simon foi apresentado a Nick Rhodes e John Taylor em Maio de 1980 por Fiona Kemp, uma ex-namorada, que trabalhava no mesmo bar onde a banda fazia seus ensaios. Recomendado por ela como um bom vocalista, Le Bon apareceu na audição com uma calça leopardo rosa e um caderno de anotações com poesias escritas por ele. Mais tarde, essas poesias se tornaram letras de canções nos álbuns do Duran Duran.

### Arcadia
Em 1985, durante uma pausa nas atividades do Duran Duran, Le Bon, juntamente com Rhodes e Roger Taylor, formou o Arcadia. A banda lançou somente um álbum, So Red the Rose, e um single, "Election Day". A banda Arcadia durou apenas um ano; após isso os três retornam aos Duran Duran para o álbum seguinte.

## Vida pessoal
Simon é casado com a ex-modelo britânica Yasmin Parvaneh desde 27 de dezembro de 1985. O casal tem três filhas: Amber Rose (n. 25 de agosto de 1989), Saffron Sahara (n. 25 de setembro de 1991) e Tallulah Pine (n. 10 de setembro de 1994).